# Arquebisbat de Sydney

Escut de l'arxidiòcesi

L'arquebisbat de Sydney (anglès: Archdiocese of Sydney, llatí: Archidioecesis Sydneyensis) és una seu metropolitana de l'Església Catòlica a Austràlia. L'any 2014 tenia 611.392 batejats sobre una població de 2.528.000 habitants. Actualment està regida per l'arquebisbe Anthony Colin Fisher, O.P.
L'arxidiòcesi de Sydney està involucrada en molts organismes diferents dins de Sydney per proveir serveis, atenció i suport a les persones necessitades, incloent-hi la cura d'ancians; l'educació; atenció sanitària; l'oració, el culte i la litúrgia; la solidaritat i la justícia; vocacions i el Seminari; joves i adults joves ministeri.

## Territori
La diòcesi comprèn el centre de la ciutat de Sydney, on es troba la catedral de Santa Maria.
El territori s'estén sobre 1.264  km², i està dividit en 137 parròquies, agrupades en 11 vicariats.

## Història
El vicariat apostòlic de Nova Holanda i de la Terra de Van Diemen va ser erigit el 3 de juny de 1834 mitjançant el breu apostòlic Pastoralis officii del Papa Gregori XVI, prenent el territori del vicariat apostòlic de Maurici (avui bisbat de Port-Louis). Es tractà de la primera circumscripció eclesiàstica a Austràlia, i ocupava tot el continent australià i l'illa de Tasmània. El Pare John Bede Polding, un benedictí anglès, va ser nomenat el primer vicari apostòlic. Abans s'havien fet diverses altres temptatives: a partir del projecte d'una missió a les terres australianes inexplorades el 1666, d'una missió a la Terra Australis el 1681. El 1804 James Dixon, un sacerdot irlandès deportat a Austràlia, assolí el títol personal de prefecte apostòlic, però tornà a Irlanda el 1808. El 1816 s'aprovà l'erecció del vicariat apostòlic de Nova Holanda, però quedà només sobre el paper; i el 1819 tota Austràlia va quedar sota la jurisdicció del vicariat apostòlic de Maurici. Aquell mateix any, dos sacerdots van ser autoritzats oficialment pel govern britànic per servir els catòlics de la colònia d'Austràlia.
El 5 d'abril de 1842, per efecte del breu Ex debito del papa Gregori XVI el vicariat de Nova Holanda i de Terra de Van Diemen cedí parts del seu territori per tal que s'erigís les diòcesis d'Adelaide i de Hobart (avui ambdues arxidiòcesis); i en el context va ser elevat a diòcesi amb el nom de diòcesi de Sydney. En aquella època, l'arxidiòcesi de Sydney incloïa la totalitat de la part oriental del continent, que comprèn els actuals els estats de Nova Gal·les del Sud, Victòria i Queensland.
El 22 d'abril del mateix any va ser elevada al rang d'arxidiòcesi metropolitana mitjançant el breu Ad supremum del mateix Gregori XVI.
El 1845 cedí noves porcions del seu territori per tal que s'erigissin els vicariats apostòlics d'Essington (avui bisbat de Darwin) i de King George Sounde-The Sound, que va ser sorprès el 1847.
Posteriorment ha cedit noves porcions de territori a benefici de les ereccions de noves circumscripcions eclesiàstiques:
- el 6 de maig de 1845 a la diòcesi de Perth (avui arxidiòcesi);
- el 25 de juny de 1847 a les diòcesis de Melbourne (avui arxidiòcesi) i de Maitland (avui bisbat de Maitland-Newcastle);
- el 12 d'abril de 1859 a la diòcesi de Brisbane (avui arxidiòcesi);
- el 17 de novembre de 1862 a la diòcesi de Goulburn (avui arquebisbat de Canberra i Goulburn);
- el 20 de juny de 1865 a la diòcesi de Bathurst;
- el 15 de novembre de 1951 al bisbat de Wollongong;
- el 8 d'abril de 1986 a les diòcesis de Broken Bay i de Parramatta.

## Controvèrsia
L'escàndol d'abusos sexuals fets per membres de l'Església catòlica a Austràlia és part de la més àmplia de l'escàndol d'abusos sexuals que són una sèrie de condemnes, judicis i investigacions en curs sobre les acusacions de delictes sexuals comesos per sacerdots catòlics i membres d'ordes religiosos.
A l'altra banda de l'arxidiòcesi de Sydney, el 2007, Ross Murrin, de 52 anys, un exmestre d'escola i germà marista, acusat d'agredir indecentment vuit nois de 5è Curs en una escola de Daceyville, al sud-de Sydney, en 1974, es va declarar culpable d'alguns dels 21 càrrecs.

### La declaració del Papa Benet
El 19 de juliol de 2008, davant d'una congregació de 3400 persones reunides a la catedral de Santa Maria, el Papa Benet XVI va lamentar els abusos sexuals infantils que havien tingut lloc i el dolor que havia causat. També va condemnar els responsables dels mateixos i va exigir que fossin castigats. No obstant això, no significà ni implicà que l'Església institucional, o qualsevol dels seus líders, acceptessin cap responsabilitat pel que havia passat. La seva declaració deia el següent:
| « | Aquí m'agradaria fer una pausa per reconèixer la vergonya que tots hem sentit com a resultat dels abusos sexuals a menors per part d'alguns sacerdots i religiosos en aquest país. Estic profundament afligit pel dolor i el sofriment que han patit les víctimes i els asseguro que, com el seu pastor, jo també comparteixo el seu sofriment... Les víctimes han de rebre compassió i cura, i els responsables d'aquests mals han de ser portats a la justícia. Aquests delictes, que constitueixen una greu traïció de la confiança, mereixen inequívoca condemna. Els demano a tots vostès que donin suport i ajudin els seus bisbes, i treballin conjuntament amb ells en la lluita contra aquest mal. És una prioritat urgent promoure un ambient segur i més sa, especialment per als joves. | » |

El 21 de juliol de 2008, abans de marxar d'Austràlia, el papa Benet es va reunir a la catedral de Santa Maria de Sydney, amb dos homes i dues dones víctimes d'abusos sexuals per part de sacerdots. Va escoltar les seves històries i va celebrar la missa amb ells. El primer ministre de Nova Gal·les del Sud, Morris Iemma, va dir que "Esperem que sigui un signe de corregir els errors del passat i d'un futur millor i un millor tractament per l'Església de les víctimes i les seves famílies." Marc Fabbro, una víctima d'abús i membre del Col·lectiu Catòlic de Supervivents d'Abusos, va dir que mentre estava que se sentia "feliç de rebre la disculpa, però seguim considerant-la indirecta i insuficient". Chris MacIsaac del grup de defensa dels drets de les víctimes Broken Rites va dir que el Papa havia fet la seva disculpa més enllà que els seus comentaris anteriors sobre el tema, ja que "abans mai no s'havia posat tan fortament", però va expressar la seva decepció perquè el Papa no havia fet la seva disculpa directament a les víctimes d'abús sexual. Una de les víctimes Australià d'abús sexual per un sacerdot catòlic va declarar als mitjans: "Fer front a l'Església en si era un infern de molt més traumàtic que tractar amb l'abús."

## Cronologia episcopal
- John Bede Polding, O.S.B. † (3 de juny de 1833 - 16 de març de 1877 mort)
- Roger William Bede Vaughan, O.S.B. † (16 de març de 1877 - 17 d'agost de 1883 mort)
- Francis Patrick Moran † (14 de març de 1884 - 17 d'agost de 1911 mort)
- Michael Kelly † (17 d'agost de 1911 - 8 de març de 1940 mort)
- Norman Thomas Gilroy † (8 de març de 1940 - 9 de juliol de 1971 jubilat)
- James Darcy Freeman † (9 de juliol de 1971 - 12 de febrer de 1983 jubilat)
- Edward Bede Clancy † (12 de febrer de 1983 - 26 de març de 2001 jubilat)
- George Pell (26 de març de 2001 - 24 de febrer de 2014 nomenat prefecte de la Secretaria per a l'Economia de la Santa Seu)
- Anthony Colin Fisher, O.P., des del 18 de setembre de 2014

## Estadístiques
A finals del 2014, la diòcesi tenia 611.392 batejats sobre una població de 2.528.000 persones, equivalent al 24,2% del total.
| any  | població | població  | població | sacerdots | sacerdots       | sacerdots       | sacerdots             | diaques | religiosos | religiosos | parròquies |
| ---- | -------- | --------- | -------- | --------- | --------------- | --------------- | --------------------- | ------- | ---------- | ---------- | ---------- |
| any  | batejats | total     | %        | total     | clergat secular | clergat regular | batejats por sacerdot | diaques | homes      | dones      |            |
| 1950 | 414.910  | 1.885.818 | 22,0     | 572       | 316             | 256             | 725                   |         | 756        | 2.388      | 165        |
| 1966 | 634.320  | 2.996.600 | 21,2     | 743       | 429             | 314             | 853                   |         | 738        | 2.674      | 199        |
| 1968 | 634.320  | 2.200.000 | 28,8     | 764       | 426             | 338             | 830                   |         | 1.158      | 3.011      | 200        |
| 1980 | 838.095  | 3.098.600 | 27,0     | 804       | 415             | 389             | 1.042                 |         | 1.130      | 2.499      | 221        |
| 1990 | 801.000  | 2.513.400 | 31,9     | 495       | 221             | 274             | 1.618                 |         | 778        | 2.020      | 141        |
| 1999 | 589.244  | 1.824.810 | 32,3     | 498       | 228             | 270             | 1.183                 | 1       | 287        | 1.368      | 137        |
| 2000 | 589.244  | 1.824.810 | 32,3     | 488       | 218             | 270             | 1.207                 | 1       | 286        | 1.388      | 137        |
| 2001 | 589.012  | 1.825.012 | 32,3     | 466       | 194             | 272             | 1.263                 | 4       | 304        | 1.376      | 137        |
| 2002 | 589.042  | 1.825.012 | 32,3     | 447       | 193             | 254             | 1.317                 | 4       | 286        | 1.388      | 138        |
| 2003 | 578.567  | 1.993.236 | 29,0     | 487       | 222             | 265             | 1.188                 | 5       | 286        | 1.388      | 138        |
| 2004 | 578.567  | 1.993.236 | 29,0     | 519       | 254             | 265             | 1.114                 | 5       | 525        | 1.383      | 139        |
| 2010 | 634.000  | 2.366.000 | 26,8     | 478       | 237             | 241             | 1.326                 | 5       | 472        | 1.111      | 138        |
| 2014 | 611.392  | 2.528.000 | 24,2     | 493       | 217             | 276             | 1.240                 | 3       | 470        | 1.051      | 137        |